# فابريسيو نونيز
فابريسيو نونيز (بالإسبانية: Fabricio Núñez) (4 نوفمبر 1985 في الأوروغواي - ) هو لاعب كرة قدم أوروغواني في مركز الهجوم. لعب مع ديفنسا خوستيكا وريفر بليت وغودوي كروز ويونيون دي سانتا في وCerro Largo F.C. ‏ ونادي سيرو.

## وصلات خارجية
- فابريسيو نونيز على موقع قاعدة بيانات كرة القدم.إي يو (الإنجليزية)
- فابريسيو نونيز على موقع Soccerway.com (الإنجليزية)
- فابريسيو نونيز على موقع عالم كرة القدم.نت (الإنجليزية)